# Denis Touzanne
 (septembre 2020).
Denis Touzanne, né le 12 octobre 1889 à Coslédaà-Lube-Boast (Basses-Pyrénées) et mort le 9 janvier 1970 à Lescar (Pyrénées-Atlantiques), est un homme politique et industriel français.

## Biographie
Après avoir été conseiller municipal de Marciac, Denis Touzanne s'installe à Lescar en occupant son métier d'industriel. Il est élu maire de la commune le 22 juillet 1933, il occupe cette fonction pendant 36 ans jusqu'à sa mort à l'âge de 80 ans.
Denis Touzanne prend une part active de la Première Guerre mondiale, il est blessé lors de la bataille de la Marne. Il est décoré de la Croix de guerre et de la Médaille militaire. Il prend également part à la Résistance au sein du groupement « Combat ». M. Touzanne est fait officier de la Légion d'honneur, officier des Palmes académiques et chevalier du Mérite agricole. 
Mort en janvier 1970, son inhumation est marquée par les mots de Pierre Sallenave : « Il fut un citoyen exemplaire, un ardent défenseur de la République. Il plaçait au-dessus de tout la liberté, mère de la tolérance, et résista toujours aux secousses nationales. C'était un homme d'action et un administrateur exemplaire ».